# 三星樞紐大廈
三星樞紐大廈（英語：Samsung Hub），舊稱漆街3號（3 Church Street），是一棟位於新加坡市中心萊佛士坊的摩天大樓。大樓地址為漆街3號，與保誠大廈毗鄰。 大廈共30層樓高，其中包括6層樓高，建築面積為35,000平方（380,000平方英尺）的裙樓，另外有27層樓高的甲級寫字樓。目前大廈第20樓是聖馬利諾名譽領事館。

## 歷史
三星樞紐大廈於2006年完工，參與發展建案的公司包括中華房地產私人有限公司、漆街物業私人有限公司、中華廣場控股私人有限公司、凱德集團、三星集團等。大廈原為凱德集團擁有。土地所有者為新加坡中華總商會屬下的中華總商會產業私人有限公司和華僑銀行。

## 建築
三星樞紐大廈由AWP建築事務所設計，於2006年完工，建築材料大量使用玻璃和鋼材，建築風格屬後現代主義。大廈建設期間時採用優質建築材料，包括熱硬化雙層玻璃玻璃、雙層玻璃、淺綠松石色玻璃等。輕巧、優雅的建築結構和發光幕牆系統結合，創造了一個與周遭玻璃與花崗岩組成的建築相比，不同卻獨特地現代風格。大廈每層樓板平均面積約12,500平方（135,000平方英尺），總出租面積為290,000平方（3,100,000平方英尺）。

## 建築物傾斜
2002年8月，三星集團偵測到三星樞紐大廈有些微傾斜。在2002年8月至11月期間，大廈某一面下沉3毫米至39毫米。儘管因土壤沉降而大廈傾斜約1度，與比薩斜塔的4度相比是較輕微的，但是這可能會影響建築物的結構穩定性，如果沒有及時校正，將會導致大廈牆面出現裂縫或嚴重損壞。
發現大廈傾斜後，三星立即著手修復工程。微型桩置入建築物下方，以重新分配建築物的重量。此事件引發附近恐慌，鄰近建築物的業主向租客們保證他們的建築物結構完好，沒有這些問題，經當局核證為適合使用。
修復工作共需時2年，由於建設延誤造成的損失，透過公司之間的協議，將大廈第30樓一部分分給三星作為補償。另三星也對建築立面做了改善。